# Sony α77 II
Sony α77 II (oznaczenie fabryczne ILCA-77M2) – lustrzanka cyfrowa SLT przeznaczona dla średnio zaawansowanych użytkowników, wyprodukowana przez firmę Sony i dostępna na rynku od maja 2014, następca modelu Sony α77.

## Specyfikacja
Następca modelu Sony α77 posiada konstrukcję podobną do swego poprzednika, włączając w to półprzezroczyste lustro oraz elektroniczny wizjer. Został wyposażony w procesor obrazu BIONZ X, a jego bagnet jest kompatybilny z obiektywami Sony A. W odróżnieniu od poprzedniego modelu, ILCA77-M2 nie został wyposażony w GPS, zastosowano w nim natomiast technologię Wi-Fi, a także NFC. Pole ostrości jest o wiele większe, a liczba czujników autofocusa wzrosła do 79, wliczając w to 15 czujników krzyżowych. Dodatkowo do dyspozycji pozostaje tryb aktywnego śledzenia ostrości poruszającego się obiektu, oraz wykrywanie twarzy. Technologia SLT używa nieruchomego lustra, co pozwala na szybką prędkość wykonywania zdjęć seryjnych – 12 klatek na sekundę, a ulepszony bufor zapewnia możliwość wykonania serii 60 zdjęć w pełnej rozdzielczości. W przeciwieństwie do większości lustrzanek cyfrowych – urządzenie oferuje detekcję fazową ostrości w podglądzie na żywo oraz podczas filmowania (w rozdzielczości Full HD 50p/50i i 24p/25p). Efektywna rozdzielczość aparatu to 24,3 megapiksela dla matrycy w formacie APS-C.